# رأی موکول
رأی موکول نوعی نظام رأی‌گیری برای انتخاب یک نماینده است که در آن برنده حائز اکثریت مطلق آرا است. رأی موکول شکلی از رأی بدیل است. در رأی موکول، رأی‌دهنده نامزدان را بر حسب ارجحیت رتبه‌بندی می‌کند، و ترجیحات اول آرا شمرده می‌شوند. اگر نامزدی اکثریت آرا را کسب نکرد، همهٔ نامزدها جز دو نفر اول حذف می‌شوند و آرای کسب‌شده توسط نامزدهای محذوف، بین دو نامزد باقیمانده بر حسب ترجیحات رأی‌دهندگان توزیع می‌شود. بدین نحو تضمین می‌شود که یک نامزد حائز اکثریت آرا شده و همو برنده اعلام می‌شود.
فرق رأی موکول با رأی بدیل در این است که  در رأی بدیل در هر دور تنها یک نامزد (ضعیف‌ترین) حذف می‌شود و کار شمارش آرا ممکن است چندین مرحله طول بکشد. رأی موکول را می‌توان صورت فشردهٔ نظام انتخاباتی دومرحله‌ای پنداشت، بدون اینکه لازم باشد رأی‌دهندگان برای دو مرحله رأی‌دهی، دو بار پای صندوق‌های رأی بروند.
امروزه، شکل خاصی از رأی موکول برای انتخاب رئیس‌جمهور سری لانکا استفاده می‌شود. شکل خاص دیگری از آن به نام رأی تکمیلی برای انتخاب شهرداران و رئیس‌پلیس‌ها در انگلستان به کار می‌رود. در گذشته، شکل اصیل رأی موکول در انتخابات مجلس مقننه کوئینزلند از ۱۸۹۲ تا ۱۹۴۲ استفاده می‌شد. تا امروز این طولانی‌ترین مورد استفادهٔ پیوسته از این نظام در سراسر جهان بوده است. این نظام در دههٔ ۱۹۲۰ میلادی در ایالات آلابامای آمریکا نیز به کار می‌رفت.